# Pulidora de hielo

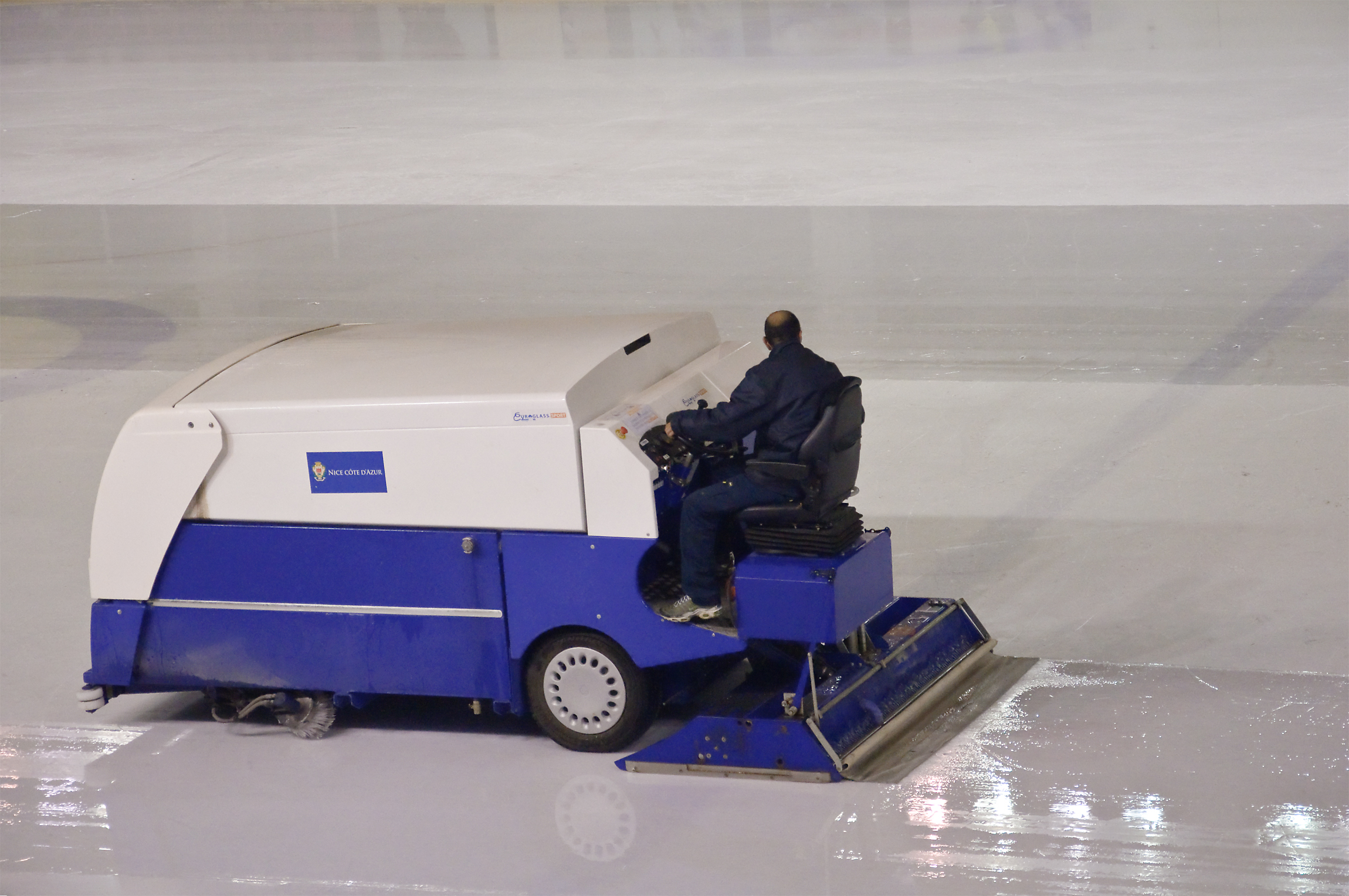
Una pulidora de hielo establece una capa de agua limpia que al congelarse forma una superficie lisa de hielo.

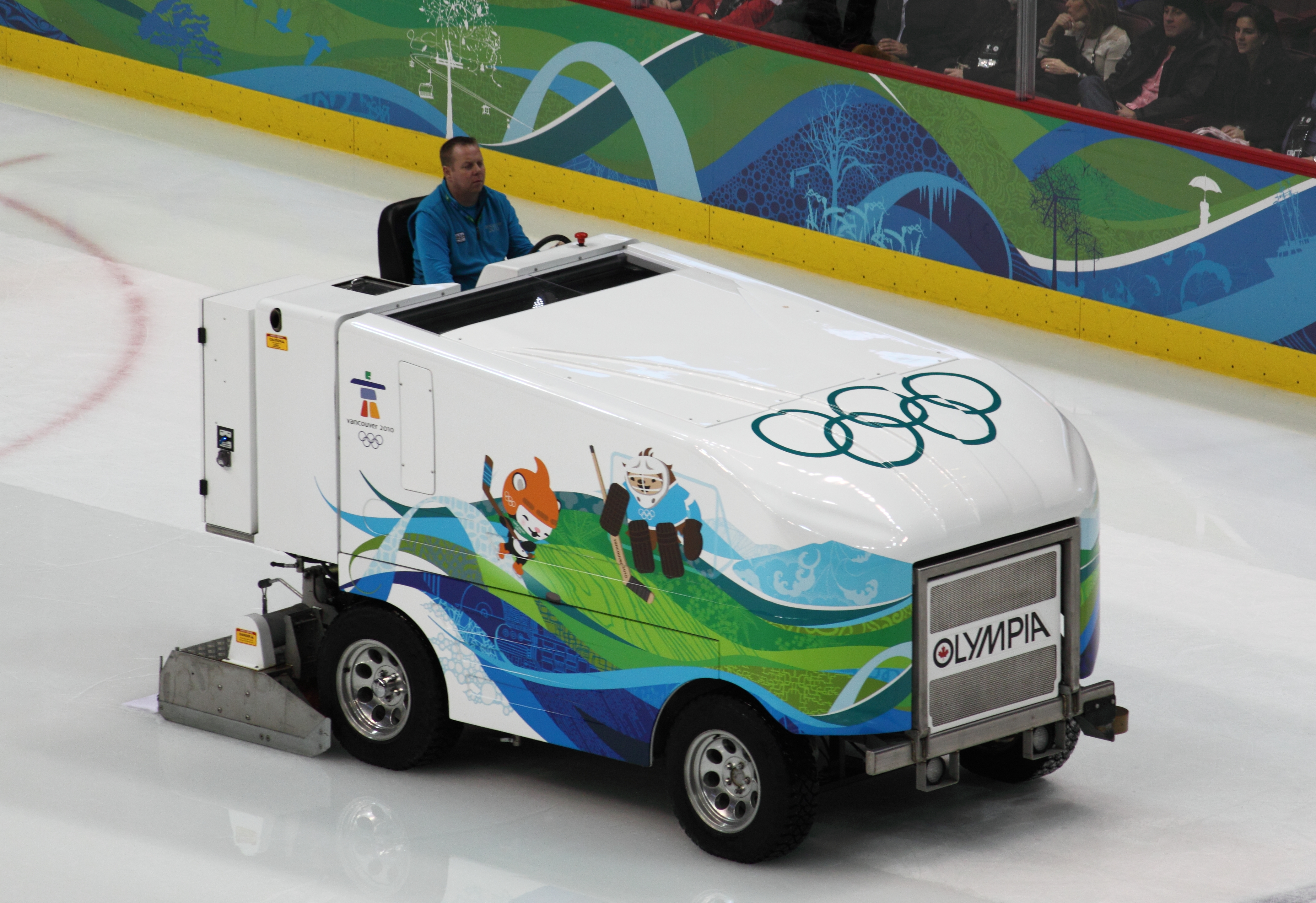
Pulidora de hielo trabajando en los Juegos Olímpicos de Vancouver 2010.

Una pulidora de hielo es un vehículo tipo camioneta o más pequeño que se utiliza para limpiar y suavizar la superficie de una pista de hielo. La primera pulidora de hielo fue desarrollada por Frank Zamboni en 1949 en la ciudad de Paramount, California. 

## Bordeadoras de hielo
El hielo alrededor de los bordes de una pista de patinaje tiene tendencia a aumentar porque la hoja del acondicionador no se extiende hasta el final de los bordes exteriores del acondicionador y no es prudente pasar por encima del borde. Una bordeadora de hielo, un pequeño dispositivo similar a una segadora rotativa, se utiliza para cortar los bordes de la superficie de hielo que la pulidora de hielo no puede cortar. Una bordeadora de hielo no puede rasurar hielo que tiene un recipiente en general o forma de seta. En las pistas de hielo y en los equipos son conocidos como la máquina. Para cuando se inicia su funcionamiento de suele decir que hay pase de máquina.

## Fabricantes destacados
- Frank J. Zamboni & Company - Marca Zamboni.
- Resurfice Corporation - Marca Olympia.

### Uso y comercialización

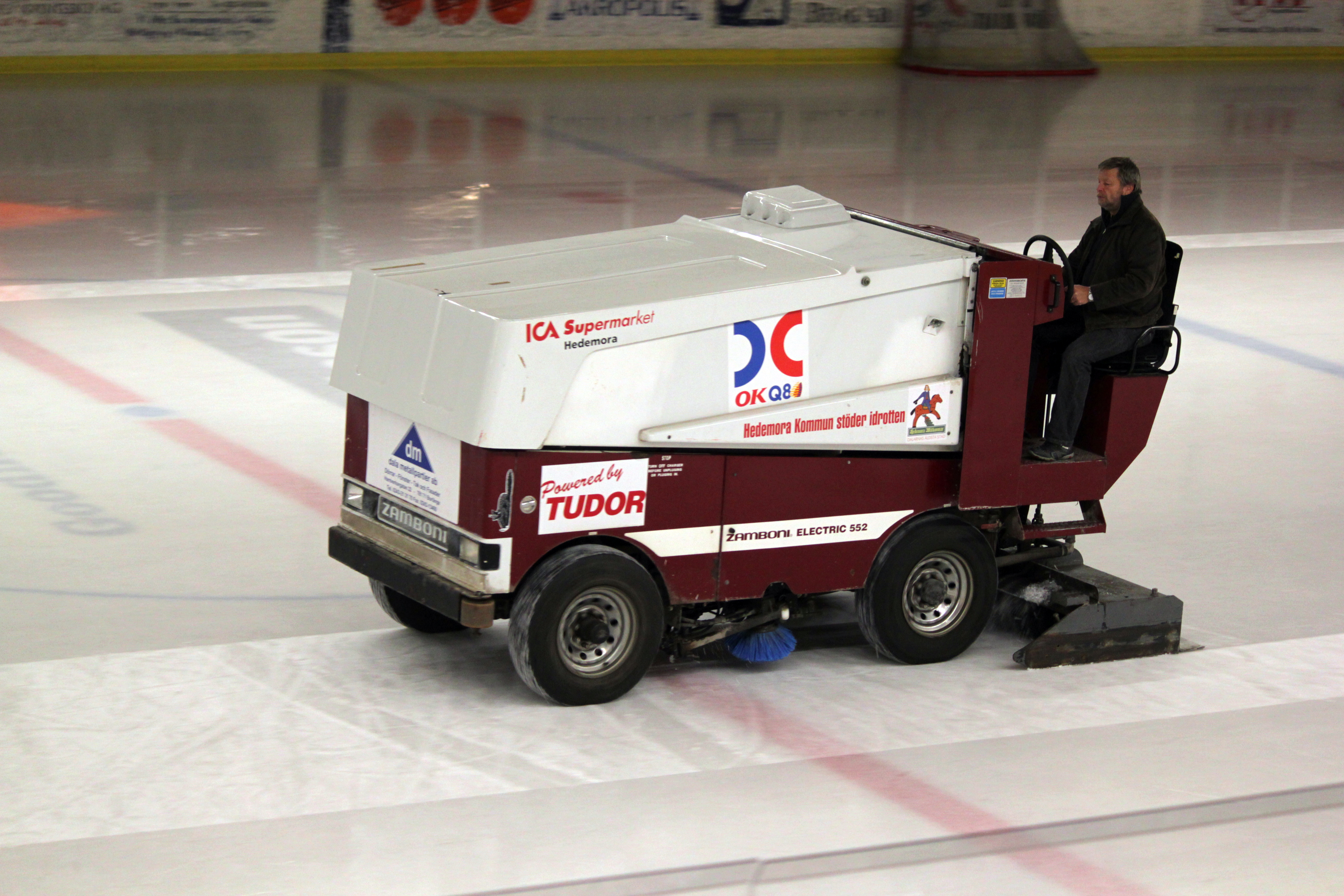
Pulidora de hielo de la empresa Frank J. Zamboni & Company

Frank J. Zamboni & Co., Inc. ha tomado una postura firme en contra de la dilución de su marca, el nombre de Zamboni se utiliza como una marca de pulidoras de hielo genéricas. El 15 de agosto de 2000, Frank J. Zamboni & Co., Inc. fue galardonado con una marca registrada en el diseño y la configuración de Pulidoras de hielo Zamboni por la Oficina de Patentes de EE. UU. y la Oficina de Marcas. [cita requerida]
Hay una banda con el nombre de El Zambonis, que utilizan los términos de un acuerdo de licencia de la corporación Zamboni.